# Gerhard Schneider
Gerhard Schneider (ur. 22 stycznia 1969 w Ulm) – niemiecki duchowny katolicki, biskup pomocniczy Rottenburga-Stuttgartu od 2019.

## Życiorys
Święcenia kapłańskie przyjął 6 lipca 2002 i został inkardynowany do diecezji Rottenburga-Stuttgartu. Po kilkuletnim stażu wikariuszowskim rozpoczął pracę w konwikcie Wilhelmsstift w Tybindze. W 2009 został rektorem seminarium propedeutycznego w tym mieście, a rok później objął kierownictwo w wydziale kurialnym ds. personalnych.
16 kwietnia 2019 papież Franciszek mianował go biskupem pomocniczym diecezji Rottenburg-Stuttgart ze stolicą tytularną Abbir Germaniciana. Sakry udzielił mu 13 lipca 2019 biskup Gebhard Fürst.